# Napeanthus reitzii
Napeanthus reitzii är en tvåhjärtbladig växtart som först beskrevs av Lyman Bradford Smith, och fick sitt nu gällande namn av Brian Laurence Burtt och Leeuwenb.. Napeanthus reitzii ingår i släktet Napeanthus och familjen Gesneriaceae. Inga underarter finns listade i Catalogue of Life.